# Щербинко Павло Андрійович
Павло Андрійович Щербинко (нар. 29 листопада 1904 — 18 серпня 1986) — радянський офіцер-артилерист, Герой Радянського Союзу (1943).

## Біографія
Народився 29 листопада 1904 року в місті Тирасполь (нині Молдова). Українець. Закінчив 10 класів. Працював слюсарем паровозоремонтному заводі в Одесі.
З 1917 року неповнолітнім примкнув до червоногвардійських формувань. Брав участь у Громадянській війні.
В 1926 році закінчив Одеське артилерійське училище.
Брав участь у радянсько-фінській війні.
На фронтах німецько-радянської війни з червня 1941 року. Командир 1593-го винищувально-протитанкового артилерійського полку (47-а армія, Воронезький фронт) підполковник Щербинко відзначився у вересні 1943 року при звільнені Лівобережної України і боях на Дніпрі. У районі населених пунктів Олешня і Метеші (Ріпкинський район Чернігівської області України) полк відбив декілька контратак піхоти і танків противника, завдав їм значних втрат. 29 вересня здійснив ефективну підтримку стрілецьким підрозділам при форсуванні Дніпра півд.-східн. Канева.
25 жовтня 1943 року підполковнику Павлові Андрійовичу Щербинку присвоєно звання Героя Радянського Союзу.
З 1945 року полковник Щербинко у відставці. Жив у Москві. Помер 18 серпня 1986 року.

## Нагороди
Нагороджений також орд. Леніна, 2-а орд. Червоного Прапора, орд. Олександра Невського, 2-а орд. Вітчизняної війни та медалями.